# Historia LGBT en Bolivia
La historia LGBT en Bolivia tiene sus orígenes en las culturas indígenas andinas como los incas y los aymaras, quienes tenían una concepción amplia y diversa de la sexualidad y la identidad de género. Sin embargo, con la llegada de la colonización española y la imposición de valores y moralidades cristianas, la diversidad sexual fue perseguida y castigada.

## Época precolombina
En la época precolombina o prehispánica, la situación de las personas homosexuales tuvo matices diferentes debido a la pluralidad de grupos étnicos indígenas.

### Incas
De acuerdo con el cronista Pedro Cieza de León, a diferencia del resto del Imperio incaico, la práctica de la homosexualidad era tolerada en el norte (Chinchaysuyo) e incluso considerada un acto de culto, existiendo un prostíbulo masculino que atendía a las necesidades de la tropa. A estos servidores sexuales se les conocía como pampayruna.

Cada templo o adoratorio principal tiene un hombre, dos o más según el ídolo, los cuales andan vestidos como mujeres, y con estos casi por vía de santidad y religión tienen su ayuntamiento carnal los señores y principales.
Crónica del Perú.

Asimismo, los incas tenían una especial consideración con las lesbianas a quienes denominaban holjoshta. El inca Capac Yupanqui solía tener un cariño muy especial por estas mujeres. Sin embargo, en el centro y sur del imperio los incas castigaban severamente la homosexualidad. El cronista Martín de Murúa comentó en su Historia general del Perú, que el inca Lloque Yupanqui castigaba «con grandísima severidad los pecados públicos –hurtar, matar– y sodomía, por los cuales acotaba, desorejaba, desnarigaba y ahorcaba, y a los nobles y principales cortaba el cuello o rasgaba la camiseta».
El Inca Garcilaso de la Vega relata en sus Comentarios reales de los incas que la homosexualidad en el Imperio incaico estaba prohibida y que los «sodomitas» eran perseguidos y quemados vivos.

Habían hallado que había algunos sodomitas, no en todos los valles, sino en cual y cual, ni en todos los vecinos en común, sino en algunos particulares que en secreto usaban aquel mal vicio... El inca holgó con la relación de la conquista... Y en particular mandó que con gran diligencia se hiciese pesquisa de los sodomitas y en pública plaza quemasen vivos los que hallasen no solamente culpados sino iniciados, por poco que fuese... asimismo quemasen sus casas y las derribasen por tierra y quemasen los árboles de sus heredades, arrancándolos de raíz... y pregonasen por ley inolvidable que de allí en adelante se guardasen de caer en semejante delito, so pena que por el pecado de uno sería asolado todo su pueblo y quemados todos sus moradores en general.
Comentarios reales de los incas.

Por su parte, Cieza de León comentó en su Crónica del Perú que los incas castigaban a quienes practicaran la homosexualidad: «aborrecían a los que lo usaban, teniéndolos en poco como a viles apocados y que si por ellos era sabido de alguno que tal pecado hubiese cometido lo castigaban con tal pena que fuese señalado y conocido entre todos».

### Aymaras
El caso de los aymaras, los homosexuales eran considerados frecuentemente como seres especiales, mágicos, dotados de poderes sobrenaturales, reconocidos por sus poderes para ser chamanes.
En la actualidad existen diferencias de opiniones entre las comunidades aymaras. Según las creencias de algunos grupos, la homosexualidad se equipara con la infidelidad y algunos mantienen una postura de intolerancia y son castigados con penas severas y expulsados de los rituales. Según las supersticiones de determinados grupos subétnicos, se dicen también que son un augurio de mala suerte. Aunque algunas comunidades tienen cierto grado de aceptación, respeto y comprensión a estas personas por su orientación sexual, gracias también a la emisión de medios de comunicación y a la educación.

### Otros grupos étnicos
Se dice también que los guaraníes, mojeños, chiquitanos, chiriguanos y otros grupos indígenas del oriente boliviano o de la Amazonia, tenían también cierto grado de aceptación hacia las personas homosexuales antes de la llegada de los españoles, ya que lo practicaban sin ninguna preocupación. Ser un hombre activo homosexual no era considerado malo, sin embargo el ser pasivo era considerado malo, es decir, que estar en el papel de la mujer significaba una ofensa. Tomarse la mano entre dos hombres era un alto signo de amistad y fraternidad.

## Época virreinal
Con la llegada de los conquistadores españoles y la creación de la Real Audiencia de Charcas que perteneció a dos virreinatos (del Perú y luego del Río de la Plata) bajo dominio del Imperio español, supuso la imposición de un nuevo sistema político, social, cultural y religioso, con la difusión del cristianismo y la eliminación de las creencias y prácticas ancestrales precolombinas, estableciéndose la homofobia habitual en Europa, además de la discriminación como el racismo, el machismo y el clasismo, los homosexuales pasaron a ser despreciados y discriminados cruelmente como al resto de los demás territorios de la América española, como sucedía también en otros territorios del continente americano colonizados por otros europeos (británicos, franceses, holandeses y portugueses).
La Iglesia católica condenó cualquier práctica de las diversas civilizaciones indígenas que se opusiera a su dogmatismo, considerándolas pecado mortal y demoníaco, y las persiguió mediante la Santa Inquisición. Si bien, en aquella época de la conquista también habían españoles, criollos y mestizos homosexuales, y que lo practicaban sus relaciones sexuales clandestinamente para no ser perseguidos, reprimidos y condenados a muerte por órdenes de la iglesia y la corona. Además, muchos indígenas homosexuales en aquella época fueron condenados a muerte por los conquistadores.
Durante la época posterior a la llegada de los españoles existen registros de varios casos de castigos a personas que practicaban actos homosexuales. A inicios de 1566 se relata que en El Arenal, en las cercanías de Potosí, un rayo habría caído sobre una pareja de hombres que realizaba actos homosexuales; el evento es descrito en la Historia de la Villa Imperial de Potosí (1705) y caracterizado como un «castigo divino» contra los indígenas que practicaban la sodomía, a la vez que se menciona que en el mismo año el pueblo de Ancoanco fue destruido por el fuego producto de que sus habitantes también realizaban actos homosexuales. En 1593 Antonio Pantoja, oriundo de Chuquisaca, fue quemado en la hoguera tras ser acusado de sodomía con un esclavo negro; el hecho fue relatado en la Chrónica moralizada del Orden de san Augustín en el Perú, escrita por Antonio de la Calancha.
En octubre de 1803 fue denunciado en la ciudad de La Plata (actualmente Sucre) Antonio Yta —administrador del pueblo de indios La Magdalena en la provincia de Moxos— por su esposa, Martina Bilbao y Valverde, luego de que lo sorprendiera menstruando y observara que presentaba un cuerpo con rasgos femeninos. Tras la declaración ante las autoridades, Antonio Yta confesó ser en realidad María Leocadia Yta, monja que había huido de varios monasterios en España.

## Época republicana
En 1831 es promulgado el primer Código Penal de Bolivia, el cual entra en vigencia al año siguiente y que no contiene ninguna mención a la sodomía, por lo que las relaciones homosexuales se encuentran legalizadas en el país desde aquel entonces.

### SigloXX
La primera mitad del siglo XX vio el nacimiento de varios artistas que serían pioneros en la inclusión de temas LGBT en sus respectivas áreas. En 1921 nació el compositor e intérprete Rubén Ramírez Santillán, más conocido como Jaime del Río y que se hizo famoso por componer uno de los taquiraris más famosos de Cochabamba. Tres años más tarde nace el compositor chuquisaqueño homosexual Gerardo Rosas, conocido popularmente como el "Q'iwa Gerardo" (q'iwa, del quechua, "maricón"), quien desde los años 1950 hasta su muerte en 1984 se hizo conocido en las chicherías de la ciudad de Sucre como compositor, cantante y bailarín.
En 1955 es publicada en Bolivia la novela Erebo, escrita por Pablo Gumiel y que es considerada la primera obra literaria del país que trata abiertamente la homosexualidad de su protagonista.

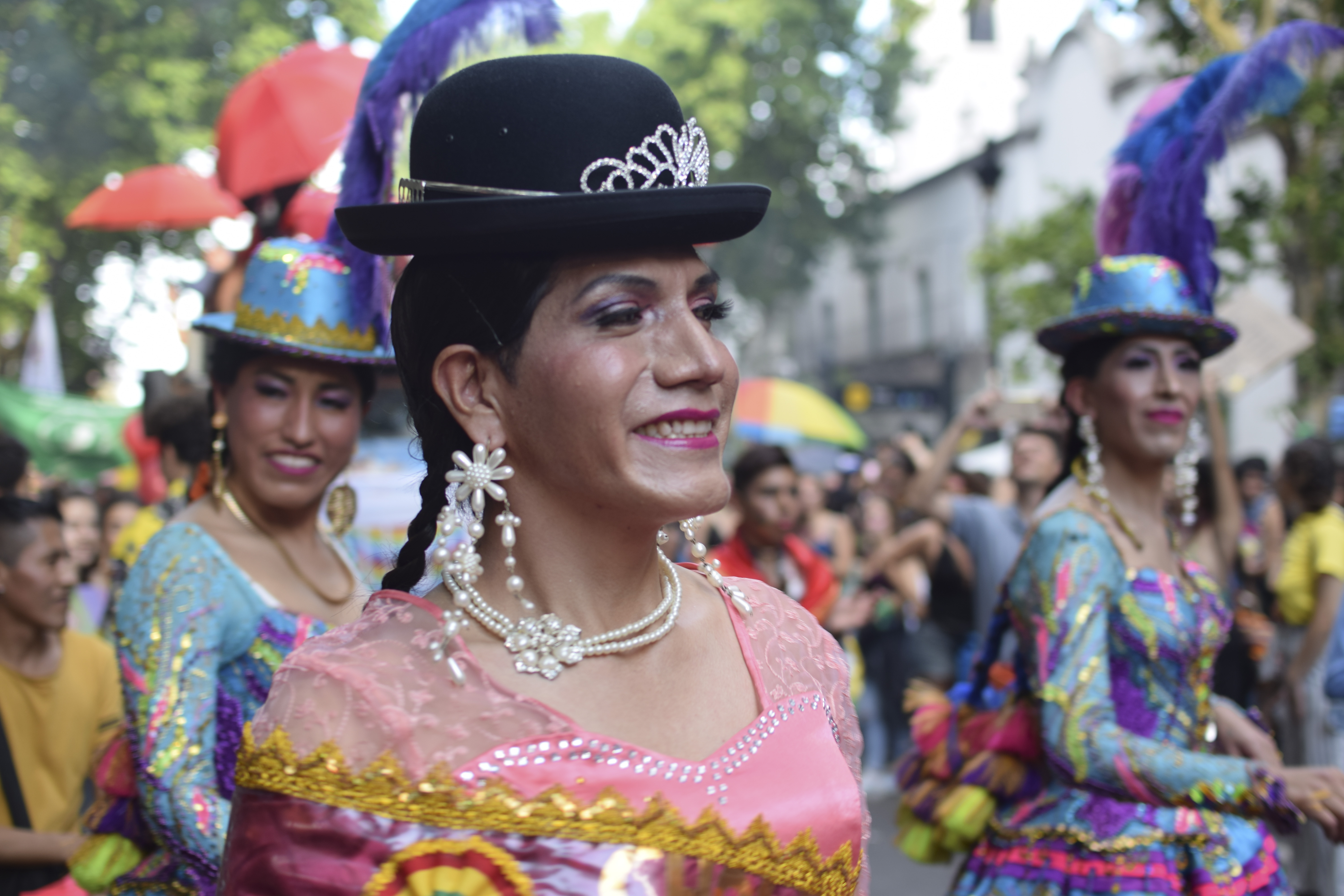
Chinas morenas.

En las décadas de 1960 y 1970 comenzó a popularizarse en Bolivia el personaje de la China morena, interpretada por homosexuales y que fue de una presencia provocativa y pionera travesti en las danzas populares, cuyo antecedente importante fue el personaje de «La Negrita», interpretado por Carlos Espinoza, conocido como Ofelia o la Gran Ofelia, a quien se le adjudica la creación de las chinas morenas, inspirada en la estética de las vedettes de esa época.
Durante las dictaduras de Juan José Torres (1970-1971) y Hugo Banzer (1971-1978) la persecución a las personas LGBT continuó de manera constante. Un caso destacado ocurrió el 15 de mayo de 1971, cuando se realizó una redada policial en Linares 947 (La Paz), lugar donde se realizaba una fiesta para coronar a Barbarella (Peter Alaiza) como reina del grupo de homosexuales y travestis denominado "Mysterious Queens Club"; entre los detenidos se encontraban 12 personas vestidas con ropas femeninas y diversos asistentes a la fiesta. En 1975 la tradición de la china morena fue prohibida bajo la dictadura militar de Hugo Banzer luego de que la transformista Barbarella besara al dictador durante un acto; la tradición reaparecería posteriormente en fiestas rurales.
La década de 1990 vio el nacimiento de las primeras agrupaciones LGBT de Bolivia: una de las primeras fue la asociación Mujeres Creando, fundada en 1992 por María Galindo y enfocada principalmente en la reivindicación lesbofeminista, y en el mismo año surge en Cochabamba el Grupo Dignidad, primera agrupación LGBT en tener visibilidad en el país. Al mismo tiempo, comienzan a surgir las primeras organizaciones de travestis en el país, como son el caso de la Unión de Travestis de Santa Cruz (UTSC, fundada el 16 de septiembre de 1996), la Asociación Travestis La Paz en 1997 y la Unión de Travestis de Cochabamba (UTC, fundada en 1999).

### SigloXXI
El 27 de junio del año 2000 se realizó por primera vez la Marcha del Orgullo LGBT de Bolivia, llevándose a cabo en la ciudad de Santa Cruz y desde 2002 también en la ciudad de La Paz.
Tras el inicio del gobierno del presidente Evo Morales y la promulgación de la nueva Constitución Política, en Bolivia se prohíbe todo tipo de discriminación, incluyendo la homofobia:

El Estado prohíbe y sanciona toda forma de discriminación fundada en razón de sexo, color, edad, orientación sexual, identidad de género (...)
Constitución Política del Estado (2009).

En abril de 2010 surgió una controversia cuando el presidente Morales tocó en un discurso el tema de los alimentos, refiriéndose al consumo de la carne de pollo y asegurando que las hormonas que contendría fomentarían la homosexualidad:

El pollo que comemos está cargado de hormonas femeninas. Por eso, cuando los hombres comen esos pollos, tienen desviaciones en su ser como hombres.
Evo Morales (21 de abril de 2010)

La comunidad LGBTI dentro y fuera de Bolivia reaccionó ante su discurso calificándolo de homofóbico. Tras sus dichos, en mayo del mismo año Morales se disculpó, señalando que sus palabras fueron malinterpretadas y asegurando que en su gobierno existen personas homosexuales.
En las elecciones generales de Bolivia de 2014 fue elegido José Manuel Canelas Jaime como diputado, convirtiéndose así en el primer legislador y político en un cargo de elección popular que es abiertamente gay en la historia boliviana. Tras las elecciones subnacionales de 2015, Carlos Parra Heredia, más conocido como París Galán se convirtió en el primer transformista electo para la Asamblea Legislativa Departamental de La Paz.
El 21 de mayo de 2016 la Asamblea Legislativa Plurinacional de Bolivia promulgó la Ley Nº 807 que garantiza la identidad de género de personas transexuales y transgénero al permitir el cambio de nombre propio, dato de sexo e imagen en toda documentación pública y privada.